# الکوابلیه
الکوابلیه (به فرانسوی: Lakouablia) یک روستا در مراکش است که در مراکش آسفی واقع شده‌است. الکوابلیه ۸۴۰ نفر جمعیت دارد.